# Gerardina Trovato

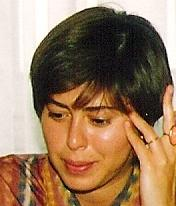
Gerardina Trovato (2007)

Gerardina Trovato (* 27. Mai 1967 in Catania) ist eine italienische Singer-Songwriterin und Sängerin.

## Leben
Der Vater von Gerardina Trovato war Arzt in Catania. Er spielte Gitarre und beschäftigte sich mit sizilianischer Volksmusik. Ihre Mutter war Klavierlehrerin. So bekam sie schon als Kind Gitarren- und Klavierunterricht. Nach Abschluss einer höheren Schule, an der sie den Beruf der Buchhalterin erlernte, ging Gerardina Trovato im Alter von 19 Jahren nach Rom und widmete sich dort der Musik. Zunächst arbeitete sie  als Chorsängerin. Durch ihre Bekanntschaft mit dem Regisseur und Drehbuchautor Pietro Vivarelli, der auch fünf Jahre in der Jury von Sanremo-Festival war, lernte sie 1992 die Musikproduzentin Caterina Caselli des Labels Sugar kennen. Ihren ersten großen Erfolg hatte sie 1993 mit dem Song Non ho più la mia città, präsentiert beim Sanremo-Festival 1993.

## Auszeichnungen
- 1993: Zweiter Platz auf dem Sanremo-Festival (Newcomer) für Non ho più la mia città
- 1994: Vierter Platz in Sanremo für Non è un film
- 2000: Sechster Platz in Sanremo mit Gechi e vampiri

## Diskografie
Alben
- 1993: Gerardina Trovato
- 1994: Non è un film
- 1996: Ho Trovato Gerardina
- 1997: Il sole dentro
- 2000: Gechi vampiri e altre storie
- 2005: La collezione completa
- 2008: I sogni (EP)